# 8251 Isogai
8251 Isogai este un asteroid care intersectează orbita planetei Marte.

## Descriere
8251 Isogai este un asteroid care intersectează orbita planetei Marte. Asteroidul prezintă o orbită caracterizată de o semiaxă mare de 2,25 ua, o excentricitate de 0,26 și o înclinație de 3,2° în raport cu ecliptica.